# Compositio Mathematica
Compositio Mathematica is een internationaal, aan collegiale toetsing onderworpen wetenschappelijk tijdschrift op het gebied van de wiskunde. Het is opgericht in 1935 door de Nederlandse wiskundige L. E. J. Brouwer. De naam wordt in literatuurverwijzingen meestal afgekort tot Compos. Math. Sinds 2004 wordt het uitgegeven door de London Mathematical Society namens de Foundation Compositio Mathematica. De druk en de verspreiding worden verzorgd door Cambridge University Press. Het tijdschrift verschijnt tweemaandelijks.